# Bipinnula biplumata
Bipinnula biplumata là một loài thực vật có hoa trong họ Lan. Loài này được (L.f.) Rchb.f. mô tả khoa học đầu tiên năm 1883.